# ناويا أويماتسو
ناويا أويماتسو (باليابانية: 植松直哉؛ مواليد 10 سبتمبر 1978) هو مُقاتل فنون قتالية مختلطة ياباني مُعتزل.

## وصلات خارجية
- ناويا أويماتسو على موقع شيردوغ (الإنجليزية)